# Prowizorium rządowe Antoniego Ponikowskiego
Prowizorium rządowe Antoniego Ponikowskiego – Rada Kierowników Ministerstw, prowizoryczny rząd Królestwa Polskiego pod kierownictwem Antoniego Ponikowskiego. Gabinet ten został powołany 27 lutego 1918 r. przez Radę Regencyjną, po dymisji rządu Jana Kucharzewskiego. Prowizorium zakończyło działalność 4 kwietnia 1918 r. wraz z powołaniem rządu Jana Kantego Steczkowskiego.

## Skład prowizorium
Według Monitora Polskiego nr 11 z 28 lutego 1918 r.:
- Antoni Ponikowski – przewodniczący Rady Kierowników Ministerstw, kierownik Ministerstwa Wyznań i Oświecenia (zdymisjonowany minister)
- Stefan Dziewulski – kierownik Ministerstwa Spraw Wewnętrznych
- Antoni Wieniawski – kierownik Ministerstwa Skarbu (podsekretarz stanu)
- Wacław Makowski – kierownik Ministerstwa Sprawiedliwości (podsekretarz stanu)
- Stanisław Janicki – kierownik Ministerstwa Rolnictwa i Dóbr Koronnych (podsekretarz stanu)
- Antoni Kaczorowski – kierownik Ministerstwa Przemysłu i Handlu oraz Ministerstwa Pracy (podsekretarz stanu) – zmarł w dniu nominacji[3]
- vacat – kierownik Ministerstwa Aprowizacji

Jednocześnie prowizoryczne kierownictwo Departamentu Stanu powierzono Władysławowi Wróblewskiemu.